# Vandeleuria
A Vandeleuria az emlősök (Mammalia) osztályának a rágcsálók (Rodentia) rendjébe, ezen belül az egérfélék (Muridae) családjába tartozó nem.

## Rendszerezés
A nembe az alábbi 3 faj tartozik:
- Vandeleuria nilagirica Jerdon, 1867 - egyes biológus Vandeleuria oleracea-nak tekinti
- srí lankai bambuszegér (Vandeleuria nolthenii) Phillips, 1929
- Vandeleuria oleracea Bennett, 1832 – típusfaj